# سارة أرمسترونغ
سارة أرمسترونغ (بالإنجليزية: Sarah Armstrong)‏ (1968 في أستراليا)؛ صحفية وروائية أسترالية.